# Europeiska unionens stridsgrupper
Europeiska unionens stridsgrupper (från det engelska namnet European Union Battlegroups, EU BG), alternativt Europeiska unionens snabbinsatsstyrkor är militära snabbinsatsstyrkor som hålls i beredskap av Europeiska unionens medlemsstater. Respektive stridsgrupp står i beredskap under sex månader, och två stridsgrupper finns i beredskap åt gången, med början i januari 2007. Vissa stridsgrupper tillhandahålls av en enskild medlemsstat, och andra är sammansatta av bidrag från flera olika medlemsstater. De insatsstyrkor som står i beredskap, ska kunna påbörja att lösa sina uppgifter i konfliktområdet inom tio dagar efter beslut om insats. Planerad insatsradie är inledningsvis upp till 6 000 km från Bryssel. Uthållighetstiden vid insats är satt till 30 dagar, men den ska kunna förlängas till upp till 120 dagar. 

## Lista över beredskapsperioder för olika stridsgrupper
| Period | Period   | Stridsgrupp                                                                            | Ledningsansvar | Ledningscentral |
| ------ | -------- | -------------------------------------------------------------------------------------- | -------------- | --------------- |
| 2005   | Jan-juni | British Battlegroup                                                                    | Storbritannien | London          |
| 2005   | Jan-juni | French Battlegroup                                                                     | Frankrike      | Paris           |
| 2005   | Juli-dec | Italian Battlegroup                                                                    | Italien        | Rom             |
| 2005   | Juli-dec | Vakant                                                                                 |                |                 |
| 2006   | Jan-juni | French-German Battlegroup                                                              |                |                 |
| 2006   | Jan-juni | Amphibious Battlegroup                                                                 | Spanien        |                 |
| 2006   | Juli-dec | French-German-Belgian Battlegroup                                                      |                |                 |
| 2006   | Juli-dec | Vakant                                                                                 |                |                 |
| 2007   | Jan-juni | French - Belgian Battlegroup                                                           | Frankrike      | Paris           |
| 2007   | Jan-juni | Battlegroup 107                                                                        | Tyskland       | Potsdam         |
| 2007   | Juli-dec | Italian-Hungarian-Slovenian Battlegroup                                                | Italien        | Rom             |
| 2007   | Juli-dec | Balkan Battlegroup                                                                     | Grekland       | Larissa         |
| 2008   | Jan-jun  | Nordic Battlegroup 08                                                                  | Sverige        | London          |
| 2008   | Jan-jun  | Spanish-led Battlegroup                                                                | Spanien        |                 |
| 2008   | Juli-dec | French-German based Battlegroup                                                        | Tyskland       | Paris           |
| 2008   | Juli-dec | British Battlegroup                                                                    | Storbritannien | London          |
| 2009   | Jan-juni | Spanish Italian Amphibious Battlegroup                                                 | Italien        |                 |
| 2009   | Jan-juni | Battlegroup Greece                                                                     | Grekland       | ?               |
| 2009   | Juli-dec | French Battlegroup                                                                     | Frankrike      | ?               |
| 2009   | Juli-dec | Battlegroup Belgium                                                                    | Belgien        | ?               |
| 2010   | Jan-juni | Battlegroup I-2010                                                                     | Polen          | Warszawa        |
| 2010   | Jan-juni | UK-Dutch Battlegroup                                                                   | Storbritannien |                 |
| 2010   | Juli-dec | Italian-Romanian-Turkish Battlegroup                                                   | Italien        | ?               |
| 2010   | Juli-dec | Vakant                                                                                 |                |                 |
| 2011   | Jan-juni | Battlegroup 107                                                                        | Nederländerna  |                 |
| 2011   | Jan-juni | Nordic Battlegroup 11                                                                  | Sverige        | Enköping        |
| 2011   | Juli-dec | Eurofor                                                                                | Portugal       | Mont-Valérien   |
| 2011   | Juli-dec | Balkan Battlegroup                                                                     | Grekland       | Larissa         |
| 2012   | Jan–juni | Frankrike, Belgien, Luxemburg                                                          | Frankrike      | Mont-Valérien   |
| 2012   | Jan–juni | ?                                                                                      | ?              | ?               |
| 2012   | Juli–dec | Multinational Land Force                                                               | Italien        | Rom             |
| 2012   | Juli–dec | Tyskland, Österrike, Tjeckien, Irland och Kroatien                                     | Tyskland       | Potsdam         |
| 2013   | Jan–juni | Weimar Battlegroup (Polen, Tyskland, Frankrike)                                        | Polen          | Międzyrzecz     |
| 2013   | Jan–juni | ?                                                                                      |                |                 |
| 2013   | Juli–dec | 42 Battlegroup (Storbritannien, Lettland, Litauen, Nederländerna och Sverige)          | Storbritannien | London          |
| 2013   | Juli–dec | ?                                                                                      | ?              | ?               |
| 2014   | Jan–juni | EU BG (Belgien, Nederländerna, Luxemburg, Spanien och Tyskland)                        | Belgien        | Leopoldsburg    |
| 2014   | Jan–juni | ?                                                                                      | ?              | ?               |
| 2014   | Juli–dec | ?                                                                                      | ?              | ?               |
| 2014   | Juli–dec | ?                                                                                      | ?              | ?               |
| 2015   | Jan–juni | Nordic Battlegroup 15 (Sverige, Norge, Finland, Irland, Estland, Lettland och Litauen) | Sverige        | ?               |
| 2015   | Jan–juni | ?                                                                                      | ?              | ?               |
| 2015   | Juli–dec | ?                                                                                      | ?              | ?               |
| 2015   | Juli–dec | ?                                                                                      | ?              | ?               |